# Oberonia verticillata
Oberonia verticillata är en orkidéart som beskrevs av Robert Wight. Oberonia verticillata ingår i släktet Oberonia och familjen orkidéer. Inga underarter finns listade i Catalogue of Life.